# سید مرتضی آوینی
سیّد مرتضی آوینی (۲۱ شهریور ۱۳۲۶ – ۲۰ فروردین ۱۳۷۲) کارگردان فیلم مستند و روزنامه‌نگار حوزهٔ فرهنگی اهل ایران بود.
مجموعه فیلم‌های مستند تلویزیونیِ او دربارهٔ جنگ ایران و عراق با نام روایت فتح شناخته‌شده است.

## نام و تبار
سیّد مرتضی فرزند اول سیّد مهدی آوینی و منصوره منزوی بود. پدر آوینی مهندس معدن بود و به اقتضای آن، می‌بایست به معادن مختلف سطح کشور سفر می‌کرد. با این که نام شناسنامه‌ایِ او «سید مرتضی» بود، از همان کودکی و در خانواده با نام «کامران» که نام دومش بود مورد خطاب قرار می‌گرفت.

## زندگی

### پیش از انقلاب
سیّد مرتضی آوینی در ۲۱ شهریور ۱۳۲۶ در شهر ری به دنیا آمد. تحصیلات ابتدایی و متوسطهٔ خود را در شهرهای زنجان، کرمان و تهران به پایان رساند. او از کودکی با هنر انس داشت. شعر می‌سرود داستان و مقاله می‌نوشت و نقاشی می‌کرد.

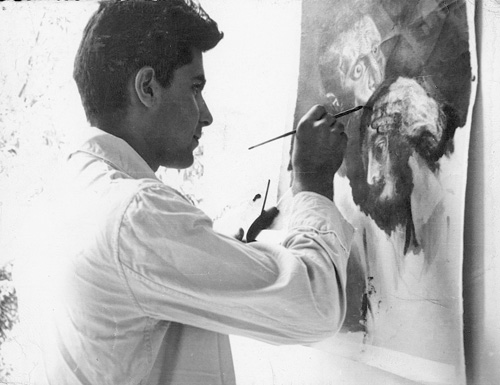
آوینی در جوانی

به گفته بسیاری از آشنایان و نزدیکان آوینی، او در جوانی دگرگون شد و زندگی او در آغاز دهه ۱۳۴۰ با سال‌های انقلاب فرق بسیار داشت. گذشته او، کمتر در رسانه‌های ایران بررسی شده است. ابراهیم حاتمی‌کیا در یادداشتی در شهروند امروز می‌نویسد «آیا کسی مرتضای قبل از انقلاب را می‌شناسد. آنانی که در آن دوران با او حشرونشر داشته‌اند از مرتضای تثبیت شده بعد از شهادتش راضی‌اند؟»؛ و دخترش کوثر معتقد است برای برخی «آوینی خوب، آوینی مرده است.»
آوینی در سال ۱۳۴۴ به عنوان دانشجوی معماری وارد دانشکدهٔ هنرهای زیبای دانشگاه تهران شد. غزاله علیزاده، شهرزاد بهشتی و امیرهوشنگ اردلان از دوستان دوران دانشجویی او بودند. برخی ارتباط مرتضی آوینی با غزاله علیزاده را یکی از نکات پرابهام زندگی خصوصی او می‌دانند. هرچند برخی روایت‌های دست اول، از جمله آنچه امیرهوشنگ اردلان در مستند آقا مرتضی نقل می‌کند، حاکی از آن است که گرایشی از جانب آوینی وجود نداشته بلکه علیزاده پیگیر رسیدن به وی بوده است. طبق این نقل، علیزاده از طریق همکلاسی‌هایش از جمله اردلان برای آوینی پیغام می‌فرستاده اما آوینی از این موقعیت اجتناب می‌کرده است.
مرتضی آوینی با مریم امینی (زاده ۱۳۳۶) ازدواج کرد. به گفته همسرش، آن‌ها پیش از ازدواج آشنایی چند ساله داشتند (از پانزده‌سالگی) و با هم کتاب رد و بدل می‌کردند و به کنسرت و سخنرانی می‌رفتند.
مرتضی آوینی که در آغاز خود را «کامران آوینی» معرفی می‌کرد به اشعار فروغ فرخزاد، احمد شاملو، و مهدی اخوان ثالث علاقه داشت. به ظاهر خود می‌رسید کراوات می‌زد و به فلسفهٔ غرب علاقه‌مند بود.
امیرهوشنگ اردلان دوست و همکلاس پیشین او در دانشکده معماری هم دربارهٔ او می‌گوید:
کامران آوینی قبل از انقلاب هیچ ربطی به سید مرتضی آوینی ندارد.
مسعود بهنود دربارهٔ او می‌گوید:
«مرتضی آوینی را من از زمانی که دانشکده بود می‌شناسم… مرتضی بچهٔ تندرویی بود که در هر دوره یک حالی داشت. یک دوره زده بود به مواد مخدر و این جور چیزها. تمام بازوهایش جای سوزن بود. شب در دانشکده خوابش می‌برد، فردا صبح جسدش را از دانشکده بیرون می‌آوردند. اصولاً بچهٔ تندرویی بود. هرکار می‌کرد تا تهش می‌رفت. بعد یک دوره هیپی شد. موهایش را گذاشته بود بلند شود. مدرن شده بود. قرتی مآب شده بود. جین می‌پوشید. دست‌بند می‌بست و از این جور کارها. اما شانس یا بدشانسی که آورد این بود که سال ۵۶ زد به عرفان و ادبیات عرفانی. بقیهٔ کارها را کنار گذاشت.»
در مقابل دیدگاهی وجود دارد مبنی بر این که چرخش آوینی یک چرخش صدوهشتاددرجه‌ای نبوده، بلکه گرایش دینی و اسلامی از همان پیش از انقلاب در او وجود داشته است. عادل فرهنگی دوست دوران دانشگاهش در این باره می‌گوید:
«کامران هر موقع هرچی بود همون بود که بود، و همون رو نشون می‌داد. کتاب‌های کوچکی بود که اون موقع شروع کرده بود به نوشتن، که یه بخشی‌ش مضمون دینی داشت. شاید اسم یکی از این کتاب‌ها بود موسی ابن جعفر.»

فرهنگی همچنین دربارهٔ جلسه دفاعیه پایان‌نامه آوینی می‌گوید:
«شاسی‌هامون رو گذاشتیم به دیوار و شروع کردیم و خاطرم هم هست که کامران با بسم الله الرحمن الرحیم شروع کرد که اون موقع مرسوم نبود تو دانشکده. خُب خود این هم شاید یه مقداری [روی] اون هیئت ژوری که زیاد این نگاه رو نداشتن اثرگذار بود.»
امیرهوشنگ اردلان دیگر هم‌دوره‌ای آوینی دربارهٔ دوران دانشجویی وی گفته است:
«قرآن تفسیر می‌کرد برای اون حواریونی که مفتون و مجذوب کلام زیبای او می‌شدند. دنبال یک فلسفه‌ای بود، گم‌شده‌ای داشت.»

شهرزاد بهشتی از هم‌دانشکده‌ای‌های او معتقد است:
در آن دوران یک چیز واضح بود که آوینی اصلاً آدمی معمولی نبود و پیچیدگی‌های روحی خیلی پرباری داشت. من با او گفت‌وگوها و صحبت‌های فراوانی داشتم. شاید بیشتر با محوریت هنر و گاهی بر سر پیدا کردن راه‌حل‌های فردی و اجتماعی. امروز که فکر می‌کنم انگار که می‌خواست از زمین جدا شود. من وقتی سیر تمام بی‌تابی‌هایش را نگاه می‌کنم، می‌بینم که نمی‌خواست ساده و راحت برسد و در همین قالب‌های ساده باقی بماند. ذهن من یا همه دوستانش با رگه‌های ذهنی او تفاوت داشت. واقعاً انگار قصدش غیرمادی شدن بود و این در همان دوران هم بروز و نمود داشت. واقعیتش این است که در همان دوران هم رگه‌های معنوی در او وجود داشت.

به گفته همسرش:
«چند سال از انقلاب گذشته بود که مرتضی سیگارش را ترک کرد. دلیلی که برای این کار ذکر کرد این بود که آقا امام زمان در همه حال ناظر بر اعمال و رفتار ما هستند؛ در این صورت من چطور می‌توانم در حضور ایشان سیگار بکشم؟ این‌گونه بود که دیگر هرگز لب به سیگار نزد.»
آوینی بعدها با اندیشه‌های روح‌الله خمینی آشنا شد و در سالیان بعد به یک انقلابی بدل شد و مسیر زندگی خود را تغییر داد.
خودِ آوینی دربارهٔ جوانیش می‌گوید:
... تصور نکنید که من با زندگی به سبک و سیاق متظاهران به روشنفکری ناآشنا هستم. خیر. من از یک «راه طی شده» با شما حرف می‌زنم. من هم سال‌های سال در یکی از دانشکده‌های هنری درس خوانده‌ام. به شب‌های شعر و گالری‌های نقاشی رفته‌ام. موسیقی کلاسیک گوش داده‌ام، ساعت‌ها از وقتم را به مباحثات بیهوده دربارهٔ چیزهایی که نمی‌دانستم گذرانده‌ام. من هم سال‌ها با جلوه‌فروشی و تظاهر به دانایی بسیار زیسته‌ام، ریش پروفسوری و سبیل نیچه‌ای گذاشته‌ام و کتاب انسان تک‌ساحتی هربرت مارکوزه را ـ بی‌آنکه آن زمان خوانده باشم‌اش ـ طوری دست گرفته‌ام که دیگران جلد آن را ببینند و پیش خودشان بگویند: عجب! فلانی چه کتاب‌هایی می‌خواند، معلوم است که خیلی می‌فهمد… اما بعد خوشبختانه زندگی مرا به راهی کشانده است که ناچار شده‌ام رو دربایستی را نخست با خودم و سپس با دیگران کنار بگذارم و عمیقاً بپذیرم که «تظاهر به دانایی» هرگز جایگزین «دانایی» نمی‌شود، و حتی از این بالاتر دانایی نیز با تحصیل فلسفه حاصل نمی‌آید. باید در جست‌وجوی حقیقت بود و این متاعی‌است که هرکس به‌راستی طالبش باشد، آن را خواهد یافت و در نزد خویش نیز خواهد یافت… و حالا از یک راه طی شده با شما حرف می‌زنم.
آن گونه که خود گفته است با گرایش به اندیشه‌های انقلابی و اسلامی همه نوشته‌های پیشین خود را از بین برد.

### پس از انقلاب

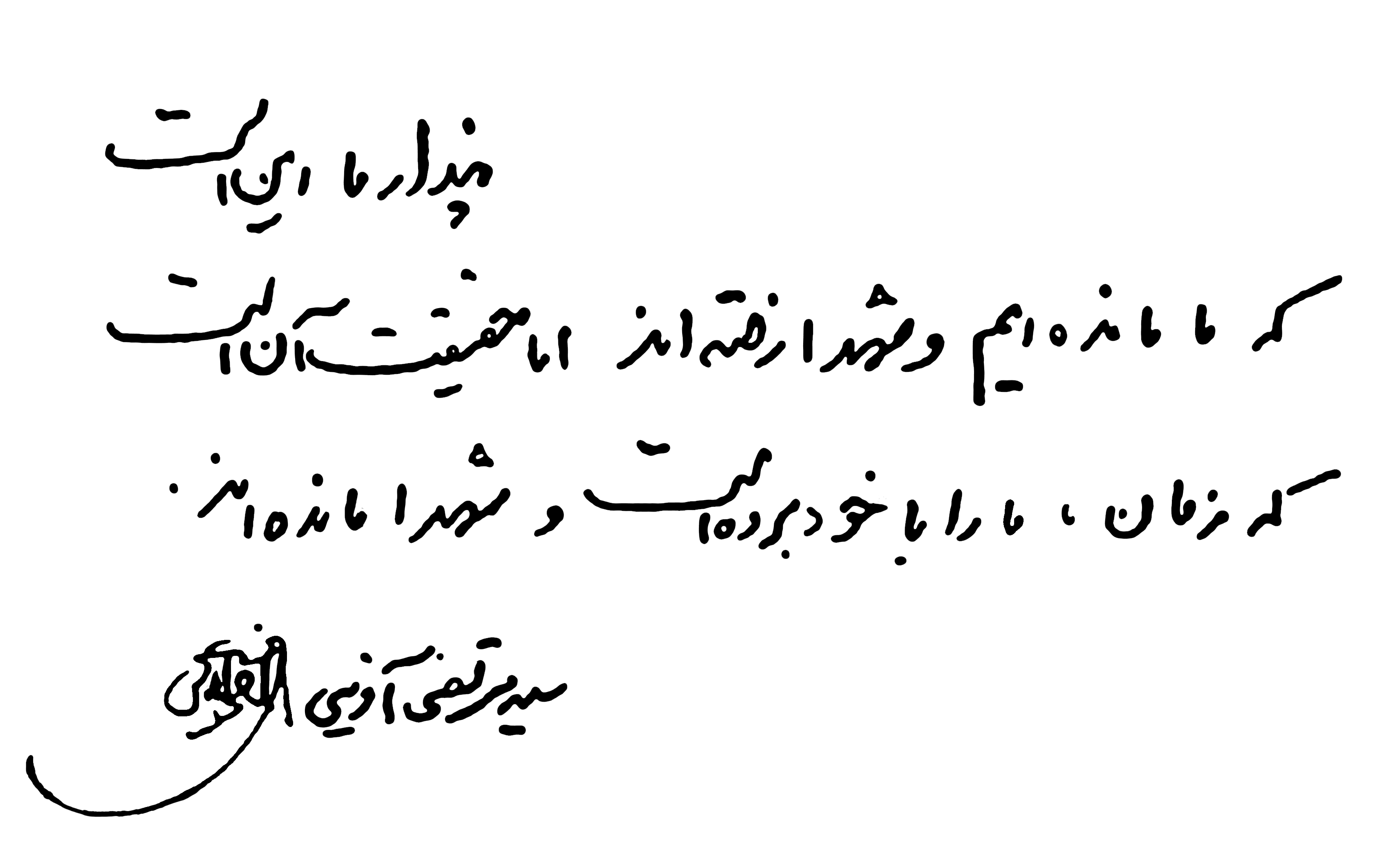
دست نوشته مرتضی آوینی در مورد شهدا. "پندار ما این است که ما مانده‌ایم و شهدا رفته‌اند، اما حقیقت آن است که زمان ما را با خود برده است و شهدا مانده‌اند."

مرتضی آوینی معماری را با علاقهٔ زیاد یادگرفت، ولی پس از پیروزی انقلاب ایران (۱۳۵۷) بنا به ضرورت‌های انقلاب آن را کنار گذاشت و به فیلم‌سازی پرداخت.
از نخستین کارهای او در گروه جهاد می‌توان به مجموعهٔ شش‌روز در ترکمن‌صحرا، سیل خوزستان، و مجموعهٔ مستند خان‌گَزیده‌ها اشاره کرد. گروه جهاد نخستین گروهی بود که بلافاصله پس از آغاز جنگ به جبهه رفت. دو نفر از اعضای گروه در همان روزهای نخست جنگ در قصر شیرین اسیر شدند و نفر سوم، در حالی که تیر به شانه‌اش خورده بود از حلقهٔ محاصره گریخت. پس از یک هفته که خرمشهر سقوط کرد و گروه که تازه توانسته بود شکل دوباره به خود بگیرد راهی منطقه شد. آن‌ها در جست‌وجوی حقیقت ماجرا به خرمشهر و آبادان رفتند که سخت در محاصره بود. ساخت مجموعهٔ حقیقت این‌گونه آغاز شد.
کار گروه جهاد در جبهه‌ها ادامه یافت. عملیات والفجر هشت که آغاز شد گروه، دیگر منسجم و منظم شده بود. همین شد که مجموعهٔ تلویزیونی روایت فتح در همان حال و هوا شکل گرفت و تا پایان جنگ هم ادامه پیدا کرد. آوینی می‌گوید: «انگیزش درونی هنرمندانی که در واحد تلویزیونی جهاد سازندگی جمع آمده بودند آن‌ها را به جبهه‌های دفاع مقدس می‌کشاند نه وظایف و تعهدات اداری. روح کارمندی نمی‌توانست در این عرصه منشأ فعل و اثر باشد. گروه‌های فیلم‌برداری ما با همان انگیزه‌هایی که رزم‌آوران را به جبهه کشانده بود کار می‌کردند… این‌جا عرصه‌ای نبود که فقط پای تکنیک یا هنر در میان باشد».
مرتضی آوینی با پایان جنگ و در فاصلهٔ سال‌های پایان جنگ و تأسیس مؤسسهٔ روایت فتح، نوعی کار هنری-مطبوعاتی را تجربه کرد. او در این دوره به سینما، هنر، فرهنگ واحد جهانی و مواجههٔ آن با مسائل گوناگون می‌اندیشید. حاصل همهٔ آن افکار و پژوهش‌ها و مباحث، نوشته‌هایی‌است که از او به جا مانده‌اند. تأملات مرتضی آوینی در ماهیت سینما که در فصل‌نامهٔ فارابی به چاپ رسیدند و بعد مقالاتی با عناوین جذابیت در سینما، آینهٔ جادو، قاب تصویر، زبان سینما و… از فروردین ۱۳۶۸ در ماهنامهٔ سوره منتشر شدند. مجموعهٔ این مقالات در کتاب آینهٔ جادو که جلد نخست از مجموعهٔ مقالات و نقدهای سینمایی او هستند چاپ شده است.
هرچند آشنایی با سینما در طول مدت بیش از ده سال مستندسازی و تجارب مرتضی آوینی در زمینهٔ کارگردانی مستند و به‌ویژه مونتاژ باعث شد که پیش از هر چیز به سینما بپردازد ولی اندیشه و سخن وی ناظر بر افقی فراتر بود. او در کنار تألیف مقالات نظریه‌پردازانه دربارهٔ ماهیت سینما و نقد سینمای ایران و جهان، مقالات بسیاری دربارهٔ حقیقت هنر، هنر و عرفان، هنر جدید اعم از رمان، نقاشی، گرافیک، تئاتر، هنر دینی و سنتی، هنر انقلاب و… نوشت که بیشتر آن‌ها در ماهنامهٔ سوره به چاپ رسید. طی همین دوران در خصوص مبانی سیاسی- اعتقادی نظام اسلامی و ولایت فقیه، فرهنگ انقلاب در مقابله با فرهنگ واحد جهانی و موضوعات دیگر، تفکر و پژوهش کرد تا بتواند پاسخ‌هایی برای همهٔ پرسش‌هایی که داشت پیدا کند.
نوشته‌های آوینی در ماهنامه سوره باعث شد برخی جریان‌های سیاسی وابسته به حکومت با او مخالفت کنند. اما همان گروه پس از مرگ آوینی به طرفداری از او پرداختند.
اواخر سال ۱۳۷۰ مؤسسه فرهنگی روایت فتح به دستور سیدعلی خامنه‌ای تأسیس شد تا به کار فیلم‌سازی مستند و سینمایی دربارهٔ دفاع مقدس بپردازد و تهیهٔ مجموعهٔ روایت فتح را که پس از پذیرش قطع‌نامه رها شده بود ادامه دهد. آوینی و بقیهٔ گروه، سفر به مناطق جنگی را از سر گرفتند و طی مدتی کم‌تر از یک سال، کار تهیهٔ شش برنامه از مجموعهٔ ده قسمتی شهری در آسمان را به پایان رساندند و مقدمات تهیهٔ مجموعه‌های دیگری را دربارهٔ آبادان، سوسنگرد، هویزه، و فکّه تدارک دیدند. اگرچه مقارن با همین زمان، کارهای مطبوعاتی او نیز ادامه داشتند. شهری در آسمان که به واقعهٔ محاصره، سقوط و بازپس‌گیری خرمشهر می‌پرداخت، از سیما پخش شد، اما برنامهٔ وی برای تکمیل این مجموعه و ساختن مجموعه‌های دیگر با مرگش ناتمام ماند.
مرتضی آوینی از منتقدان سرسخت سیاست‌های فرهنگی محمد خاتمی بود.

## مرگ
آوینی روزِ ۲۰ فروردینِ ۱۳۷۲ در منطقهٔ فکّه در حال بررسی لوکیشن فیلم مستند شهری در آسمان، به همراه محمد سعید یزدان‌پرست با مین برخورد کرد و بر اثر اصابت ترکش مین باقی‌مانده از جنگ ایران و عراق کشته شد.

## دیدگاه‌ها

### مخالفت با ممنوعیت ماهواره و ویدئو
«انسان را نمی‌توان با تازیانه به راهِ حق کشید؛ خانه‌هایتان را در دامنهٔ کوهِ آتش‌فشان بنا کنید!
تردیدی نیست که ما نمی‌توانستیم از ورودِ ویدئو به کشورمان جلوگیری کنیم، چنان‌که نتوانسته‌ایم مانعِ ورودِ هیچ‌یک از محصولاتِ تکنولوژیِ غرب بشویم؛ و راستش من تردید دارم که اگر هم می‌توانستیم، آیا چنین عملی درست می‌بود یا نه.
این امر، یک ضرورتِ تاریخی‌است و زندگی در این عصر، چنین موجبیتی را به‌همراه دارد که ما نه‌تنها ویدئو، بلکه به‌زودیِ زود ماهواره را نیز بپذیریم و چه باک؟! کسی می‌ترسد که ضعیف‌تر است و ما که پا در میدانِ مبارزه با غرب نهاده‌ایم باید خودمان را برای چنین روزی نیز آماده کنیم. ما باید از دشمن تصوری درست و مطابق با واقعِ امر داشته باشیم، اگر نه، شکست خواهیم خورد. کسی که خود را برای رو در رویی با پلنگ آماده کرده باشد، از گربه نخواهد هراسید؛ کسی از گربه می‌ترسد که دشمن را موشی حقیر انگاشته باشد.
قاچاق نوار خواه ناخواه روی خواهد داد. نوار ویدئو شیءِ کوچکی‌است و هیچ سیستمِ نظارتی نمی‌توان یافت که سوراخی حتی به اندازهٔ یک نوار نداشته باشد و از این گذشته، تأثیراتِ فرهنگیِ اِعمالِ چنین سیستمی که لاجرم همراه با ارعاب و تهدید و خشونت خواهد بود از همه چیز بدتر است. در جهانی که معیارِ آزادی را اعلامیهٔ حقوقِ بشر تعیین می‌کند، اِعمال زور و شیوه‌های پلیسی جز حریص کردنِ بسیاری از کسانی که هنوز برای فرار به غرب تصمیم نگرفته‌اند فایدهٔ دیگری نخواهد داشت. انسان را نمی‌توان با تازیانه به راهِ حق کشید؛ راهِ حق راهی‌است که اگر با اختیار انتخاب نشود بی‌فایده است.
اگر ما خود را در برابرِ ویدئو - یا هر پدیدارِ دیگری - مواجه با بن‌بست بیابیم، این ما هستیم که مقصریم نه ویدئو و نه غرب. اگر ما در مواجهه با غرب طوری عمل کنیم که به بن‌بست برسیم، در هر حال این ما هستیم که باخته‌ایم و گناهِ این شکست نیز بر عهدهٔ خود ماست».
- کتاب رستاخیز جان

### شاهنامه، دین، ملی‌گرایی
«من به شدّت وطن‌دوست هستم، سرم را برای ایران می‌دهم.
″شاهنامه″ نه تنها منافاتی با دین ندارد بلکه حکمت معنوی‌ست و چه بسا از این لحاظ کم‌نظیر است. ریشه حکمت معنوی شاهنامه، همان تفکر عرفانی ماست؛ یعنی در تفکری که من خود را به آن منتسب می‌دانم، اسلام نسبتی با ملیت دارد. این چیزی که می‌گویم ناسیونالیسم نیست، حقیقت ملیت است، وگرنه ملی‌گرایی به مفهوم ناسیونالیسم با اسلام جمع نمی‌شود. اصطلاح ″ملی‌گرایی″ که معادل ″ناسیونالیسم″ است خودش یک شریعت است و با هیچ دین دیگری جمع نمی‌شود.
معتقد به تعارض ملیت با دین نیستم؛ تقربی که ما به دین پیدا کرده‌ایم، به این هویت ملی وابسته است و اگر این هویت ایرانی و ملی نبود، این نوع تقرب به دین پیدا نمی‌شد. نسبتی که ما ایرانی‌ها با دین اسلام برقرار کردیم، بهتر از نسبتی بود که اعراب برقرار کردند.
دین را باید مجرد از فرهنگ‌های محلی بررسی کرد. دین معرفتی‌ست نسبت به عالم آفرینش، و این هیچ منافاتی با فرهنگ قومی و ملی ندارد؛ مشروط بر آن که فرهنگ ملی گرفتار بت‌پرستی نشده باشد. یکی از دلایل اصلی رشد و گسترش اسلام در ایران، قومیت ایرانی‌ست. سابقه میترائیسم در ایران به این امر کمک کرده، چرا که مقارنه‌هایی بین میترائیسم و تفکر شیعی وجود دارد. این تفکر در ما ریشه‌دار است. دین در واقع پایگاه شکوفایی هویت ملی‌ست.
با کسی بحث می‌کردم که می‌گفت شما باید زبان خودتان را رها کنید و به زبان عربی حرف بزنید و زبانتان عربی بشود. من به شدت بحث و مقابله کردم و گفتم هرگز! زبان ما همان زبانی‌ست که در قرن هشتم به آن رسیدیم و این زبان فارسی که شکوفایی‌اش را در اسلام پیدا کرده است بسیار قشنگ‌تر از زبان عربی فعلی‌ست. زبان قرآن البته زبان الهی‌ست و آسمانی، اما زبانی که ما در قرن هشتم با سعدی و حافظ به آن رسیدیم، زیباترین زبانی‌ست که روی کره زمین موجود است. زبانی‌ست بسیار پر قابلیت.»
- کتاب آینه جادو، جلد سوم

### سینما
«همهٔ ما از دیدن دیوانه‌ها به شگفت می‌آییم. دیوانه کسی‌است که به طورِ کامل در واقعیتِ درونیِ خویش می‌زید و ماوَقَعِ بیرون از خود را تماماً بر اساسِ توهماتِ درونی‌اش معنا می‌کند. اگر جهانِ درونیِ انسان‌ها بر یکدیگر مکشوف شود، همه خواهند دید که دنیا دارالمجانینِ بزرگی‌است: لَو تَکاشَفتُم، ما تَدافَنتُم[اگر باطنِ یکدیگر را کشف می‌کردید حتی حاضر به دفنِ یکدیگر نمی‌شدید. (علی بن ابی‌طالب)]. منتها همهٔ ما به زندگیِ دیوانه‌وارِ همدیگر خو گرفته‌ایم و هرکس تنها قسمت‌هایی از وجودِ دیگری را ادراک می‌کند که در جهانِ درونیِ او معنا و مفهوم دارد. سینما بازآفرینیِ این واقعیتِ درونی‌است نه واقعیتِ بیرونی.»
- کتاب آینه جادو، جلد یک

### جنگ
«وقتی انسان در فضای غفلت‌زدهٔ خانه‌های شهر و از دریچهٔ تلویزیون به این صحنه‌ها می‌نگرد، شاید تصورِ معنای آوارگی و هجرت محال باشد؛ اما جای آن هست که از خود بپرسد چرا این عزیزان، دل از شهرِ مأنوس و خانهٔ مألوف کنده‌اند و آوارهٔ کوهستان‌های سردِ کردستانِ عراق شده‌اند. از کردهای مبارزِ عراق گذشته، هر یک از این مجاهدانِ راهِ خدا از شهری و روستایی دور، اما آشنا، از خانه‌ای گرم در کوچه‌ای مألوف دل کنده‌اند و پای در طریقِ هجرت نهاده‌اند و آوارهٔ این کوهستان‌های سرد و ناآشنا شده‌اند. اگرچه همه‌جا ملکِ حق است و هیچ جا نیست که از حضورِ پرمهرِ او خالی باشد، اما در ابتدای راه که ٱنسِ حضور نیست. انسِ حضور، اجرِ آوارگی برای حق است. خانه، خانهٔ الفت‌های دنیایی‌است، کوچه، کوچهٔ تعلقات است و شهر، مَهبِطِ عادات.»
- کتاب گنجینه آسمانی (گفتار متن مستند روایت فتح)

### شیخ فضل‌الله نوری
«نظم نیهیلیستی، یعنی قانونی که ″حق″ متناسب با روزگار غلبه نیهیلیستی معنا شده است و از آن گذشته، اگر قانون، هر (قانونی)، ضمانت اجرای خویش را در یک نظام ظاهری جست‌وجو کند، بشر خود را از ″اخلاق″ مستغنی خواهد پنداشت و قانون را به جای ″شریعت″ خواهد نشاند. قانون یا باید خود را ″حافظ شریعت″ بداند یا خود، شریعتی دیگر خواهد شد. پس رویکرد تاریخی ما به قانون در مشروطیت روی آوردن به شریعتی دیگر بود بی‌آنکه خود بدانیم. شیخ فضل‌الله نوری به همین ″نسبت″ توجه یافته بود. چرا که ″شرع″ نیز در مقام احکام به مجموعه‌ای از شرط‌ها و حدود – یعنی قانون – مبدل می‌شود.»
- کتاب فردایی دیگر

## فیلم‌شناسی
آوینی فیلم‌سازی را پس از انقلاب اسلامی و بنا به ضرورت‌های آن آغاز کرد. نخستین فیلم‌های او با نام‌های شش روز در ترکمن‌صحرا، سیل خوزستان و خان‌گزیده‌ها معطوف به موضوعاتی چون غائلهٔ گنبد، سیل در خوزستان و خوانین قشقایی فارس بود. او و گروهش با شروع کار جهاد سازندگی در سال ۱۳۵۸، ابتدا برای فعالیت‌های عمرانی به روستاهای محروم رفتند، اما چندی نگذشت که به فیلم‌سازی روی آوردند. با وقوع سیل در خوزستان، گروهی که بعدها مجموعهٔ حقیقت را ساختند، به خوزستان رفتند و گزارشی از آن واقعه تولید کردند. پس از آن ماجرای خسروخان و ناصرخان قشقایی در فارس پیش آمد و گروه جهاد برای ضبط صحنه‌های درگیری، به آباده و فیروزآباد رفتند. آن‌ها توانستند در حالی که فیروزآباد در محاصره بود، به آنجا بروند و نخستین صحنه‌های جنگی را ضبط کنند. با شروع جنگ ایران و عراق در سال ۱۳۵۹، گروه فیلم‌سازی جهاد از نخستین گروه‌هایی بود که برای ثبت وقایع جنگ به جبهه رفت. در همان روز اول جنگ، دو تن از اعضای آن گروه در قصر شیرین اسیر شدند و یک تن دیگر هم زخمی شد. با این حال گروه بار دیگر سر و شکل گرفت و هم‌زمان با محاصرهٔ خرمشهر، برای ضبط فیلم وارد این شهر شد. نتیجهٔ این کار، پخش اولین فیلم مستند دربارهٔ جنگ از تلویزیون بود که فتح خون نام گرفت. حدود یک هفته پس از آن، خرمشهر سقوط کرد و گروه جهاد این بار برای تولید مجموعهٔ مستند حقیقت که هدفش ترسیم علت‌های سقوط خرمشهر بود، به آبادان رفت. در نهایت مجموعهٔ حقیقت در یازده قسمت تولید شد. فعالیت‌های گروه جهاد با شروع عملیات والفجر ۸ شکل منسجم‌تری پیدا کرد و مجموعهٔ مستند روایت فتح پس از این عملیات تا پایان جنگ در حدود هفتاد تولید و پخش شد.
در اواخر سال ۱۳۷۰ بود که مؤسسهٔ فرهنگی روایت فتح به دستور سید علی خامنه‌ای تأسیس شد. هدف از این کار تولید فیلم‌های مستند و سینمایی دربارهٔ جنگ ایران و عراق و همچنین ادامهٔ تولید مجموعهٔ روایت فتح بود که کار تولید آن پس از پذیرش قطع‌نامهٔ ۵۹۸ شورای امنیت سازمان ملل متحد و پایان جنگ، متوقف شده بود. آوینی به همراه دیگر اعضای گروهش، به مناطق جنگی برگشتند و در کمتر از یک سال، شش قسمت از مجموعهٔ ده‌قسمتی شهری در آسمان ساخته شد. این مجموعه هم به چگونگی محاصره، سقوط و بازپس‌گیری خرمشهر می‌پرداخت که پخش آن در ماه‌های آخر زندگی آوینی انجام شد. او برای ساخت مجموعه‌های دیگری دربارهٔ شهرهایی چون آبادان، سوسنگرد، هویزه، فکّه و نیز اتمام کار مجموعهٔ شهری در آسمان برنامه‌هایی داشت که با کشته‌شدنش در ۲۰ فروردین ۱۳۷۲ در فکّه ناتمام ماند.
آوینی انگیزهٔ خود و دیگر اعضای گروه جهاد که در جبهه‌ها حضور داشتند را نه وظایف و تعهدات اداری، بلکه همان انگیزه‌ای می‌دانست که رزمنده‌ها را به جبهه‌ها کشانده بود. به عقیدهٔ او، در آنجا فقط پای هنر و تکنیک در میان نبود و انگیزه‌های دیگری برای کار در آن فضا نیاز بود. اولین نفر از اعضای این گروه که در جنگ کشته شد، علی طالبی در عملیات طریق‌القدس بود. یکی از اعضای به نام مهدی فلاح‌پور نیز در سال ۱۳۷۱ در لبنان کشته شد. به گفتهٔ آوینی، حقوق دریافتی اعضای گروه جهاد که از طریق جهاد سازندگی یا سپاه پاسداران تأمین می‌شد، ماهیانه هفت هزار تومان بود. با این حال جهاد سازندگی در سال ۱۳۶۶ مبلغ نود هزار تومان به گروه فیلم‌سازی جهاد کمک مالی کرد که آوینی می‌گوید آن را به خانواده‌های کشته‌شدگان گروه در جنگ هدیه داده‌اند.

### ساخته‌ها
| سال       | نام مستند              | مسئولیت            | موضوع                                                                              | منبع |
| --------- | ---------------------- | ------------------ | ---------------------------------------------------------------------------------- | ---- |
|           | شش روز در ترکمن‌صحرا    |                    | با موضوع ناآرامی‌ها و غائله خلق ترکمن در ترکمن صحرا                                 |      |
| ۱۳۵۹      | خان‌گزیده‌ها             | کارگردان           | با موضوع درگیری مردم روستا با خوانین و مشکلات ناشی از آن                           |      |
| ۱۳۵۹      | حقیقت                  | کارگردان           | مجموعه ۱۱ قسمتی                                                                    |      |
| ۱۳۵۹      | با دکتر جهاد در بشاگرد | کارگردان و تدوین‌گر | دربارهٔ محرومیت منطقه بشاگرد در استان هرمزگان                                       |      |
| ۱۳۶۴–۱۳۶۶ | روایت فتح              | کارگردان           | مجموعه ۵ فصلی دربارهٔ وقایع و عملیات‌های جنگ ایران و عراق و مصاحبه با سربازان ایرانی |      |
| ۱۳۷۱–۱۳۷۲ | شهری در آسمان          | کارگردان           | مجموعه ۱۰ قسمتی دربارهٔ محاصره، سقوط و آزادسازی خرمشهر                              |      |

- سیل خوزستان
- هفت قصه از بلوچستان
- با تیپ المهدی در محور رأس‌البیشه
- شیرمردان خدا! کرب‌وبلا در انتظار است

### دربارهٔ وی
- آقا مرتضی (۱۴۰۰)

در فروردین ۱۴۰۰ شبکه سه سازمان صدا و سیمای جمهوری اسلامی ایران مستندی چند قسمتی به نام آقا مرتضی از زندگی مرتضی آوینی پخش کرد. روایتی که از زندگی آوینی در این مستند شده است اعتراض اعضای خانواده و برخی از نزدیکان مرتضی آوینی را برانگیخت. مریم امینی همسر مرتضی آوینی، مستند آقا مرتضی را مبتذل خواند. او با اعتراض به تصویرسازی از برخی جزئیات زندگی شخصی آوینی بدون اطلاع خانواده (از جمله رابطه مرتضی آوینی با غزاله علیزاده) آن را به پرده‌دری، وقاحت، ابتذال، و تعرض متهم کرد. کوثر آوینی دختر مرتضی در صفحه اینستاگرام خود گفته‌های این مستند از زندگی پدرش را سخیف، تحریف‌شده، و داستان‌پردازی توصیف کرد. حسین معززی‌نیا مستندساز و داماد مرتضی آوینی نیز در نامه‌ای به رئیس سازمان صداوسیما نوشته راش‌های یک مجموعه تلویزیونی ۳۰ قسمتی به نام روایت راوی را که او سال‌ها پیش کارگردانی و تدوین کرده، بدون اجازه در مستند آقا مرتضی استفاده کرده و به همین دلیل از سازندگان این مستند شکایت خواهد کرد. در مقابل، خانه مستند انقلاب اسلامی در بیانیه‌ای این اتهام‌ها را رد کرده و گفته سازمان هنری رسانه‌ای اوج و خانه مستند مالکان این مستند هستند و مجوزهای لازم را از سازمان روایت فتح گرفته‌اند. همچنین این نهاد، اتهام دزدی تصاویر را رد کرد.

### درون‌مایه
آوینی در سال‌های اول دانشجویی‌اش در دانشگاه تهران، تفکرات روشنفکرانه داشت و به فلسفه، شعر، موسیقی، ادبیات و نیز طراحی - که هم‌راستا با رشته‌اش بود - علاقه نشان می‌داد. با این حال با قرآن، مثنوی معنوی و ادبیات عرفانی نیز انس داشت. یامین‌پور در ماجرای فکر آوینی، او را در آن سال‌ها «کاملاً غرب‌زده» توصیف می‌کند. آوینی در دوران ۱۰ سالهٔ تحصیل در دانشگاه تهران اهل نوشتن بود و داستان‌های کوتاه و شعرهای نو می‌نوشت.
با وقوع انقلاب اسلامی، آوینی دچار تحول شده و تبدیل به متفکر طراز انقلاب شد. طوری که یامین‌پور او را «نمایندهٔ تفکر عقلانیت اسلامی» معرفی می‌کند. آوینی در نخستین باری که پس از انقلاب شروع به نوشتن کرد، نامه‌ای به برادرش سعید - که در آمریکا ساکن بود - فرستاد. او در این نامه به توصیف آنچه که دیده و حس کرده پرداخته است و آرزو می‌کند که کاش برادرش نیز در این تجربه با او شریک بود.

### فهرست آثار
- هر آنکه جز خود[۳۴]
- فتح خون (روایت محرم)
- فردایی دیگر (فلسفه و شعر)
- آینه جادو
  - جلد نخست: مقالات سینمایی
  - جلد دوم: نقدهای سینمایی

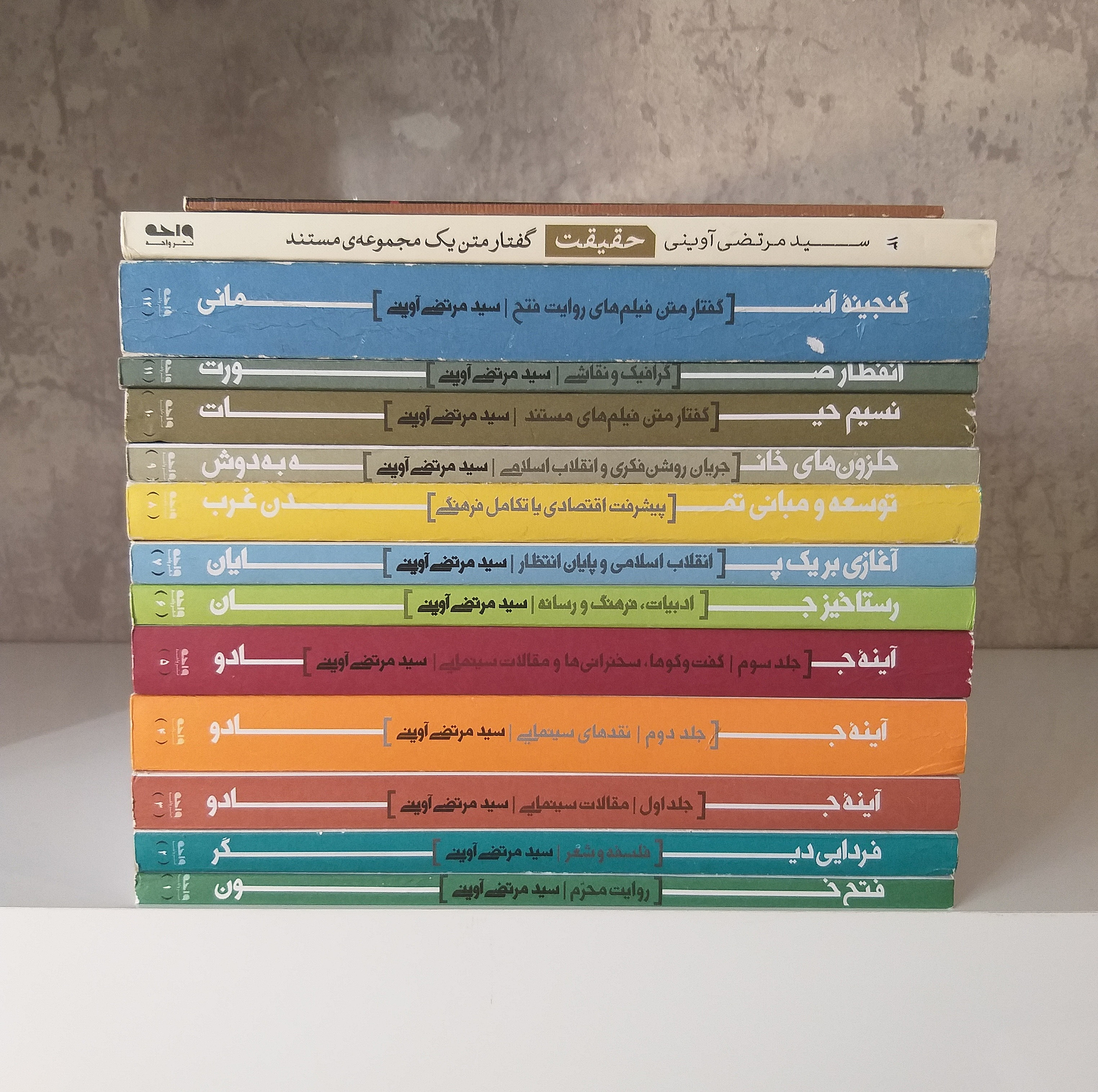
مجموعه آثار آوینی در ۱۲ کتاب، در کنار «حقیقت» که جدیداً (۱۳۹۷) به عنوان کتاب ۱۳م و «نامه‌ای به یک دوست قدیمی»، که خارج از این مجموعه منتشر شده است. از این میان سه اثر «فتح خون» و «فردایی دیگر» و جلد نخست «آینه جادو» تنها کتبی هستند که به دست خود آوینی تنظیم و تدوین شده‌اند و الباقی، گردآوری‌های پس از کشته‌شدن اوست. کتاب «هر آنکه جز خود» نیز به دست آوینی پیش از تحول وی منتشر شده و دیگر تجدید چاپ نشده است. کتاب‌هایی جز این ۱۴ عنوان که با سرنویس‌هایی همچون «تماشاگه راز»، «با من سخن بگو دوکوهه»، «مرکز آسمان»، «شهری در آسمان»، «شرق بهشت»، «عالَم هیچکاک»، «نقاشی برای نقاشی»، «امام و حیات باطنی انسان»، «سفر به سرزمین نور»، «هفت قصه از بلوچستان» منتشر شده‌اند گزیده‌ای از مجموعه آثار هستند.

  - جلد سوم: گفت‌وگوها، سخنرانی‌ها، مقالات سینمایی
- رستاخیز جان (ادبیات، فرهنگ، رسانه)
- آغازی بر یک پایان (انقلاب اسلامی و پایان انتظار)
- توسعه و مبانی تمدن غرب (پیشرفت اقتصادی یا تکامل فرهنگی)
- حلزون‌های خانه به دوش (جریان روشنفکری و انقلاب اسلامی)
- نسیم حیات (گفتار متن فیلم‌های مستند)
- انفطار صورت (گرافیک و نقاشی)
- گنجینه آسمانی (گفتار متن فیلم‌های روایت فتح)
- حقیقت (گفتار متن یک مجموعه مستند)
- نامه‌ای به یک دوست قدیمی

همه آثار آوینی (جز «هر آنکه جز خود») به دست انتشارات واحه تجدید چاپ می‌شود.
وی همچنین آثار منتشر نشده‌ای در حوزه ادبیات دارد.